# LOVE PSYCHEDELICO
러브 사이키델리코(LOVE PSYCHEDELICO)는 일본의 음악 그룹이다. 델리코라는 약칭으로도 알려졌다. 1997년 1월 아오야마가쿠인 대학의 음악 동아리에서 결성됐으며 원래는 여러 명이 있던 밴드였지만 음악성의 차이로 쿠미와 나오키만 남게 됐다. 2000년 4월 싱글 《LADY MADONNA: 우울한 스파이더》로 데뷔했으며 다음 해 발매한 첫 정규 음반 《THE GREATEST HITS》는 160만 장이 넘는 판매량을 기록했다.

## 음반 목록
| 1. LADY MADONNA: 우울한 스파이더 (2000년 4월 21일) 2. Your Song (2000년 7월 5일) 3. Last Smile (2000년 11월 1일) 4. Free World (2001년 5월 23일) 5. I will be with you (2001년 11월 7일) 6. 벌거벗은 임금님 (2002년 7월 24일) 7. I am waiting for you (2003년 1월 22일) 8. My last fight (2003년 11월 5일) 9. fantastic world (2004년 12월 8일) 10. Right now (2005년 6월 16일) 11. Aha!(All We Want) (2006년 6월 28일) | - 《THE GREATEST HITS》 (2001년 1월 11일) - 《LOVE PSYCHEDELIC ORCHESTRA》 (2002년 1월 9일) - 《LOVE PSYCHEDELICO III》 (2004년 2월 25일) - 《GOLDEN GRAPEFRUIT》 (2007년 6월 27일) - 《ABBOT KINNEY》 (2010년 1월 13일) 1. Early Times (2005년 2월 9일) 2. This is LOVE PSYCHEDELICO (미국: 2008년 5월 20일, 일본: 6월 18일) 1. LIVE PSYCHEDELICO (2006년 3월 22일) |